# Adobe PageMaker

於Macintosh運行的PageMaker 2.0a版，商標人物阿尔杜斯·马努提乌斯為15世紀意大利學者和印刷商

在 Mac OS 7 執行的繁體中文 PageMaker 4.5 版

於OS9運行的PageMaker 6.5C版，是最後一個中文版本

Adobe PageMaker，旧称Aldus PageMaker，是第一款為蘋果麥金塔電腦（Apple Macintosh）撰寫的桌面出版軟體，是一套幕前排版軟體，由Aldus Corporation於1985年發行，也是率先推出中文版本，改變中文排版市場的軟體。

## 發展簡史
Aldus在1986年12月起，同時推出供PC DOS的PageMaker；1994年，Adobe併購了Aldus Corporation後，旋即推出 5.0 版，成為 Adobe 軟體家族的一員；Adobe 持續改進PageMaker，先後推出 6.0 以及 6.5 版，直至2001年7月的第7版（中文版為6.5版），才停止開發，並推出另一款排版軟體——Adobe Indesign。
在許多講述桌面出版的書籍與文章中，都認為桌面出版的奠定者，除了蘋果電腦推出具有圖形介面麥金塔個人電腦、雷射印表機、以及 Adobe 的 PostScript 字體技術外，便是 PageMaker 的問世，因為要能夠達到讓桌上出版普及所需要的科技，除了圖形介面、輸出設備、字體技術外，便是能夠「所見即所得」（What you see is what you get，WYSIWYG）的排版軟體。
但隨著1988年QuarkXpress問世，業界普遍認為，QuarkXpress比PageMaker更能夠符合專業需求，例如 QuarkXpress 提供版面的基線（baseline）設置，還有更為精細的字距（Kerning 與 Tracking）調整，就是 PageMaker 所欠缺的功能；因此，雖然在排版業界多半使用 QuarkXpress，但是在學院中的新聞、設計科系，則往往因為PageMaker的操作較QuarkXpress 容易上手，而多以 PageMaker 作為教學使用的軟體。
目前仍然可以在市面上購買 PageMaker，但Adobe已經停止了對它的開發與支援。而在麥金塔電腦目前使用的 Mac OS X 作業系統上，只能以 Classic 模式或其他方法，模擬OS 9，才有辦法使用 PageMaker。但仍然有許多的專業排版者甚至會不惜花費去收購中古、可運行OS 9的麥金塔電腦，繼續使用PageMaker。Windows版的PageMaker 7.0無法在Windows Vista及之後的Windows作業系統執行。
而因為 PageMaker 使用者眾，在新版的排版軟體中，也往往必須兼顧 PageMaker 使用者，例如在 InDesign 的設計中，便提供了 PageMaker 風格的快速按鍵設置，以及 PageMaker 工具列。

## 功能
作為排版軟體的先驅，現在許多排版軟體都還有著 PageMaker 的影子。 PageMaker 提供的功能包括：
- 置入圖文：可以從外部讀入文字檔案以及圖片檔案，圖片檔案支援 EPS、Tiff 等常用排版圖片格式。
- 文字框：PageMaker 將讀入的文字放置在文字框中，在軟體中可以自由調整文字框的大小與位置；同一篇文章可以連續出現在多個不同的文字框中。
- 可以在同一檔案中編排多頁的內容。
- 可以用不同尺寸檢視文件。
- 可調整定位點（Tab）。
- 使用主頁（Master Page）排版，在主頁上可設置頁碼。
- 在版面上可以設置欄參考線，以及自訂的參考線。
- 中文版本可以編排直走文的文字框。
- 可以調整照片尺寸與裁切照片，並且可以調整照片外框，達到文繞圖的排版效果。
- 可使用 RGB、CMYK 與 HSB 設置顏色。
- 提供段落樣式（在 PageMaker 中稱為「排式」）排版。
- 可產生目錄與索引。
- 可以透過「字體集」功能，以不同的中文與英文字體，組成新字體。